# Швегенхайм

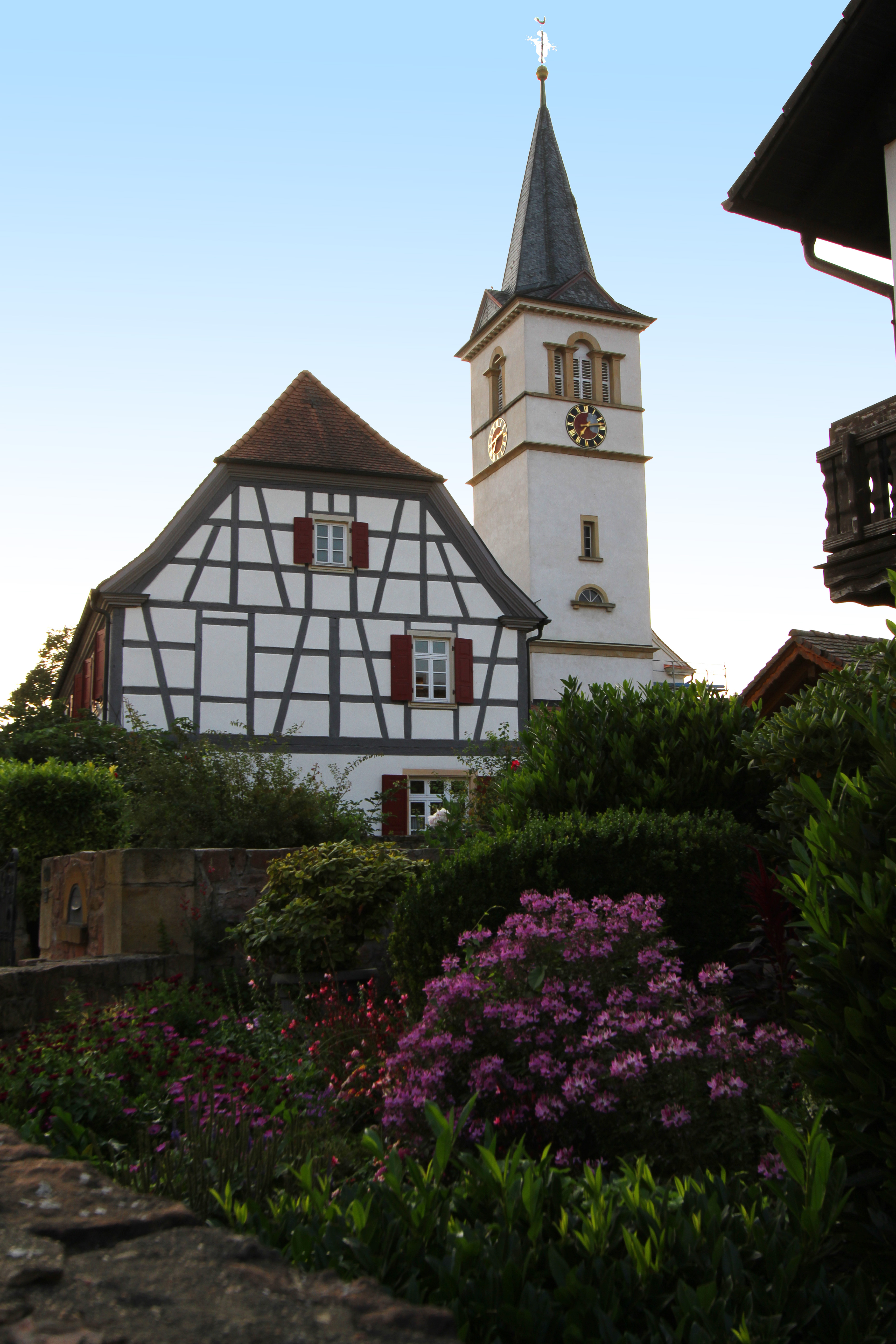

Швегенхайм (нем. Schwegenheim) — коммуна в Германии, в земле Рейнланд-Пфальц. 
Входит в состав района Гермерсхайм. Подчиняется управлению Лингенфельд.  Население составляет 2918 человек (на 31 декабря 2010 года). Занимает площадь 12,27 км².